# Grandjeanoplophora aureonotata
Grandjeanoplophora aureonotata är en kvalsterart som först beskrevs av Gordeeva, Niemi och Petrova-Nikitina 1998.  Grandjeanoplophora aureonotata ingår i släktet Grandjeanoplophora och familjen Protoplophoridae. Inga underarter finns listade i Catalogue of Life.